# Вывенка (река)
Вы́венка (Энмываям, Энпываям) — река на Камчатке. Протекает по территории Олюторского района Камчатского края. Пойма реки расположена между параллельными Пылгинским и Ветвейскими хребтами Корякского нагорья.

## Название и история
Под названием Лютора (Алютора, Олютора) была известна русским землепроходцам с середины XVII века. В 1701 году под названием Лютора она была нанесена на составленный С. У. Ремезовым (по результатам похода В. В. Атласова 1697 года) «Чертёж земли Иакуцкого города». Название объясняется тем, что Вывенка — крупнейшая из рек, протекающих по землям олюторских коряков (люторов).
Название Лютора часто упоминается в документах первой половины XVIII века в связи с существовавшим в этом районе корякским поселением Олюторским острогом (Олюторским посадом), расположенным на важном для русских пути из Анадырского острога на Камчатку. Для противостояния воинственным корякам русские построили крепость, которую стали именовать так же, как и корякскую — Олюторским острогом. Её строительство было начато в 1712 году, однако вскоре отложено из-за постоянных набегов коряков. В 1714 году отряд анадырского приказчика Афанасия Петрова осадил и взял корякский острог, после чего строительство русского было продолжено и в 1715 году — завершено приказчиком А. Петриловским. Впоследствии русский Острог периодически подвергался нападениям коряков, сжигался и восстанавливался. Точное местонахождение обоих острогов (корякского и русского) в настоящее время не установлено.
Некоторые сведения о реке собрали участники Второй камчатской экспедиции Г. В. Стеллер и С. П. Крашенинников. Первый из них (побывал на Люторе летом 1743 года) собрал здесь коллекцию минералов и описал способ добычи китов местными коряками. Второй непосредственно до Люторы не добирался, но собрал сведения о ней со слов бывалых людей и впервые сообщил её корякское название Уйулен. По его информации русский Олюторский острог возводился дважды — в различных местах на берегу Люторы.
Современное название Вывенка, по одной из версий, произошло от корякского (алюторский диалект) В’ыв’в’ын — «камень». Согласно другой версии, название дано по имени одного из пяти олюторских острожков — Вывник, располагавшегося, вероятно, в устье реки. Коряки объясняли это название происхождением от слова «вывнылъу», которым именовался один из корякских родов, живших в низовьях реки.
В XX веке было известно ещё одно корякское название реки — Энпиваям («старуха-река»).

## География
Длина реки — 395 км, площадь водосборного бассейна — 13 тыс. км².
Река начинается из озера Горне, лежащего на высоте 389 м над уровнем моря, у северо-восточного подножия Ветвейского хребта. Протекает на юго-запад по широкой межгорной долине. Впадает в залив Корфа Берингова моря.
Русло широкое, много рукавов, стариц и речных островов. В устье расширяется, где образует небольшой лиман с песчаной косой. Питание снеговое и дождевое.
На реке расположено действующее село Вывенка (в устье) и заброшенное Усть-Вывенка. На левом притоке Вывенки — Тылговаям (Тылъоваям) — действующее село Хаилино и заброшенное — Ветвей.

## Притоки
Объекты перечислены по порядку от устья к истоку.
- 4 км: Рильвиринваям
- 6 км: Виляваям
- 10 км: Онтина
- 17 км: река без названия
- 17 км: Туптываям
- 19 км: река без названия
- 30 км: Майни Вамтуваям
- 34 км: Хай Вамтуваям
- 37 км: река без названия
- 56 км: Ыллянгваям
- 62 км: Лататыргинваям
- 72 км: Ветроваям
- 77 км: река без названия
- 87 км: река без названия
- 89 км: река без названия
- 96 км: Иыгтылаваям
- 102 км: река без названия
- 102 км: Ветвей
- 111 км: река без названия
- 114 км: Латыринаваям
- 122 км: река без названия
- 140 км: река без названия
- 143 км: река без названия
- 148 км: Тапельваям
- 149 км: река без названия
- 151 км: река без названия
- 156 км: Огинраваям
- 163 км: река без названия
- 176 км: Навкырваям
- 191 км: Тылъоваям
- 213 км: река без названия
- 225 км: Хайлиноваям
- 238 км: река без названия
- 261 км: Хай Луловаям
- 262 км: Майни Луловаям
- 268 км: река без названия
- 270 км: река без названия
- 276 км: река без названия
- 296 км: Майни Ивехватваям
- 308 км: Майни Инетываям
- 312 км: река без названия
- 321 км: Иночвиваям
- 322 км: Вахавнитваям
- 323 км: река без названия
- 331 км: река без названия
- 341 км: река без названия
- 347 км: река без названия
- 348 км: Вочвиваям
- 361 км: река без названия
- 364 км: Малый Вочвиваям
- 373 км: Большой Маткаваям
- 379 км: река без названия[6]

В бассейне находится много озёр, крупнейшие — Горное, Продолговатое, Рогатое, Болотное, Лалагитгин, Большое Кривое, Нгэюгытгын, Тильогитгин, Майнгигитгин.

## Разработка полезных ископаемых
С 1990-х годов предприятие «Корякгеолдобыча» (входит в ГК «Ренова») вело промышленную добычу платины из месторождений Сейнав-Гальмоэнанского рудно-россыпного узла, расположенного в междуречье правых притоков Вывенки и левого притока реки Ветвей. Разработка этих месторождений играла ведущую роль в мировой добыче россыпной платины. В 1997 году предприятие добыло более 7 тонн платины на четырёх участках, однако впоследствии объёмы добычи снизились. Так, в 2017 году предприятие добыло на месторождении Левтыринываям и участке Ледяной (в пределах долины ручья Ледяной и левого притока реки Ветвей) 343 кг платины, сохранив результат на уровне 2016 года. В 2021 году объем добычи составил 86,3 кг платины. С 2022 г. добыча не осуществлялась, велась только геологоразведка. Возобновить добычу предполагается в 2025 году.

## Ихтиофауна и экология
Благодаря большим запасам лососёвых Вывенка является ценным рыбохозяйственным объектом. По данным ведущихся с 1957 года авианаблюдений, на нерест в реку ежегодно заходило до 16-20 тысяч особей чавычи, 150—180 тыс. особей нерки, 12 млн особей горбуши, 360—400 тысяч особей кеты и 10-15 тысяч особей кижуча. Однако к середине 2000-х годов запасы чавычи в реке уменьшилась в 5 раз, нерки и кеты — в 10 раз, и только численность доминантного поколения горбуши нечётных лет была близка к историческому максимуму.
Исследователи КамчатНИРО Т. Л. Введенская и А. В. Улатов считали сложившуюся ситуацию следствием техногенного заиления и замутнения реки в результате разработок месторождений вблизи реки. «При аэровизуальных обследованиях р. Вывенка (2006 г.) наблюдались мощнейшие шлейфы мутности, которые распространялись более чем на 120 км от зоны воздействия», — подчеркнули авторы исследования.

## Данные водного реестра
По данным государственного водного реестра России относится к Анадыро-Колымскому бассейновому округу.
Код объекта в государственном водном реестре — 19060000212120000006622.